# Liste der Monuments historiques in Kuttolsheim
Die Liste der Monuments historiques in Kuttolsheim führt die Monuments historiques in der französischen Gemeinde Kuttolsheim auf.

## Liste der Bauwerke
| Bezeichnung                 | Beschreibung                                                                    | Standort               | Kennzeichnung | Schutzstatus | Datum | Bild           |
| --------------------------- | ------------------------------------------------------------------------------- | ---------------------- | ------------- | ------------ | ----- | -------------- |
| Kapelle St-Barbe            | Wallfahrtskapelle; Turm aus dem 13. Jahrhundert, Schiff aus dem 18. Jahrhundert | Rue du Lac (Lage)      | PA00084765    | Inscrit      | 1987  | weitere Bilder |
| Kirche St-Jacques-le-majeur | Turm aus dem 12. Jahrhundert, Schiff und Chor von 1865 bis 1869                 | Rue de l’Église (Lage) | PA00084766    | Classé       | 1900  | weitere Bilder |